# عملة جورج واشنطن نصف نسر
عملة جورج واشنطن نصف النسر الذهبية هي عملة تذكارية أصدرتها دار سك العملة الأمريكية في عام 1999 وذلك في الذكرى المئوية الثانية لوفاة الرئيس واشنطن.

## التشريع
أذن قانون العملات التذكارية لجورج واشنطن الذي صدر عام 1996 بإنتاج عملة تذكارية ذهبية بقيمة 5 دولارات (فئة النصف نسر ) لإحياء ذكرى حياة جورج واشنطن زعيم الجيش القاري خلال الحرب الثورية الأمريكية والقائد الاول والأعلى للبلاد. سمح هذا القانون بضرب العملات المعدنية في الإصدارات التجريبية والتشطيبات الغير متداولة .

## التصميم
الوجه الأمامي للعملة المعدنية "جورج واشنطن نصف نسر الذهبي" ـوالتي صممتها لورا جاردين فريزر ـ يحمل صورة لوجه واشنطن متجهًا إلى اليمين. أما الوجه الخلفي، والذي صممته فريزرأيضًا، فيمثل شعار النسر الأمريكي الاصلع بأجنحة ممتدة. استُخدم وجه فريزر لاحقًا كنقش لعملات برنامج الأرباع النسائية الأمريكية المتداولة.

## خصائص العملة
- صندوق العرض: أحمر داكن
- الحافة: مضلعة
- الوزن: 8.359 جرام ـ 0.27 أونصة طروادة
- القطر: 21.59 ملم ـ 0.850 بوصة
- التركيبة: 90% ذهب و 10% سبيكة